# دیوید نیکولز
دیوید نیکولز (انگلیسی: David Nicholls؛ زادهٔ ۳۰ نوامبر ۱۹۶۶) رمان‌نویس و فیلم‌نامه‌نویس اهل بریتانیا است.
از فیلم‌هایی که وی در آن‌ها نقش داشته است، می‌توان به ما اشاره نمود.